# Република Крим
Република Крим (на руски: Республика Крым; на кримскотатарски: Къырым Джумхуриети, Qırım Cumhuriyeti; на украински: Республіка Крим) е де факто република, незаконно присъединен през 2014 г. субект на Руската федерация (РФ) в състава на Южния федерален окръг, след спорен референдум. Анексирането на Крим към РФ е признато от 10 държави и от 4 самопровъзгласили се републики, без международно признание. Общото събрание на ООН, 117 държави (две от които без пълно международно признание), в това число и правителството на България смятат областта за част от територията на Украйна. Столицата на Крим е град Симферопол.

## История
В хода на политическата криза в Украйна от 2013 – 2014 г. на 2 март 2014 г. градът със специален статут Севастопол се обръща към Автономна република Крим с предложение да бъде включен в нейния състав като град с особен статут. На 11 март същата година Върховният съвет на АР Крим и Севастополският градски съвет приемат съвместна Декларация за независимост на Автономна република Крим и на град Севастопол. На територията на АР Крим и Севастопол е проведен референдум за статута на полуостров Крим на 16 март 2014 г.
В съответствие с резултатите от референдума е провъзгласена Република Крим със статут на суверенна държава на 17 март 2014 г. на територията на Автономна република Крим и града със специален федерален статут Севастопол.
На 18 март 2014 година между Република Крим и Русия е сключен Договор за приемане в състава на Руската федерация на независимата суверенна Република Крим.
Статутът на новообразуваната република става обект на спор, след като Русия и някои други държави признават обявената независимост на автономната република и последвалото им инкорпориране в Руската федерация. Повечето страни по света не признават тези действия като законни, поради руската военна намеса, която настъпва в хода на събитията. Русия твърди, че резултатите от референдума в Крим и Севастопол оправдават анексацията. Украйна продължава да счита автономната република и Севастопол за свои административни единици.

## Статут

### За Русия
В съответствие с подписания договор за присъединяване на Крим са образувани 2 субекта на Руската федерация в състава на новосъздадения само за тях Кримски федерален окръг:
- Република Крим – на територията на Автономна република Крим;
- град от федерално значение Севастопол – на територията на града със специален статут Севастопол[2].

Кримският ФО е закрит на 28 юли 2016 година с президентски указ № 375, като Република Крим и градът от федерално значение Севастопол са включени в състава на Южния федерален окръг.

### За Украйна
Украйна не признава излизането на АР Крим и града със специален статут Севастопол от нейния състав и счита присъединяването им към РФ за окупация от Русия на тяхната територия.
На 27 март 2014 година Общото събрание на ООН приема резолюция 68/262 за своята привързаност към териториалната цялост на Украйна в рамките на нейните международно признати граници. Резолюцията е приета с мнозинство – за нея гласуват 100 от всичко 193 члена на ООН.

### Международен статут
Официалният отговор на ЕС, САЩ и Австралия е, че те няма да дават визи на жители на Крим с руски паспорти. Въпреки това, някои руски медии твърдят, че жителите на крим са получили визи от някои страни в ЕС.
На 21 март 2014 г. Армения признава референдума в Крим за легитимен, в отговор на което Украйна изтегля посланика си от тази страна. Непризнатата Нагорно-Карабхска република също признава референдума. На 22 март Афганистан признава референдума, последван от Беларус на 23 март. На 27 март Никарагуа безусловно признава вливането на Крим в Русия.
На 27 март 2014 г. Общото събрание на ООН гласува необвързваща резолюция, според която референдумът е невалиден и подкрепящ териториалната цялост на Украйна, със 100 гласа „за“, 11 „против“, 58 „въздържали се“ и 24 „неприсъствали“. Сред гласувалите против са: Армения, Беларус, Боливия, Куба, Северна Корея, Никарагуа, Судан, Сирия, Венецуела и Зимбабве. Сред отсъстващите държави са: Китай, Индия, Бразилия и Израел. След гласуването руските медии обвиняват западните страни в „политическо изнудване и икономически заплахи“, докато западните медии обвиняват Русия в „наказателни действия срещу определени източноевропрейски и централноазиатски държави, ако подкрепят резолюцията“.

## География
За природата на Република Крим виж 

## Деление
В административно-териториално отношение Република Крим се дели на 11 републикански градски окръга и 14 муниципални района. Има 16 града, в т.ч. 11 града с републиканско подчинение и 5 града с районно подчинение и 56 селища от градски тип.
| Административна единица      | Площ (km2) | Население (2017 г.) | Административен център | Население (2017 г.) | Разстояние до Симферопол (в km) | Други градове и сгт с районно подчинение |
| ---------------------------- | ---------- | ------------------- | ---------------------- | ------------------- | ------------------------------- | --- |
| Републикански градски окръзи |            |                     |                        |                     |                                 | |
| Симферопол                   | 107        | 361 647             | гр. Симферопол         | 341 155             |                                 | Аграрное, Аерофлотски, Гресовски, Комсомолское |
| Армянск                      | 162        | 24 388              | гр. Армянск            | 21 956              | 148                             | |
| Алуща                        | 600        | 53 951              | гр. Алуща              | 29 668              | 45                              | Партенит |
| Джанкой                      | 26         | 38 714              | гр. Джанкой            | 38 714              | 125                             | |
| Евпатория                    | 66         | 119 734             | гр. Евпатория          | 106 158             | 72                              | Заозерное, Мирни, Новоозерное |
| Керч                         | 108        | 149 566             | гр. Керч               | 149 566             | 211                             | |
| Красноперекопск              | 22         | 25 769              | гр. Красноперекопск    | 25 769              | 126                             | |
| Саки                         | 29         | 24 885              | гр. Саки               | 24 885              | 53                              | |
| Судак                        | 539        | 32 674              | гр. Судак              | 16 756              | 94                              | Нови Свет |
| Феодосия                     | 350        | 100 492             | гр. Феодосия           | 67 993              | 113                             | Коктебел, Курортное, Орджоникидзе, Приморски, Щебетовка |
| Ялта                         | 283        | 138 833             | гр. Ялта               | 79 457              | 79                              | гр. Алупка, Береговое, Виноградное, Восход, Гаспра, Голубой Залив, Гурзуф, Кацивели, Кореиз, Краснокаменка, Курпати, Ливадия, Масандра, Никита, Ореанда, Отрадное, Парковое, Понизовка, Санаторное, Симеиз, Советское, Форос |
| Муниципални райони           |            |                     |                        |                     |                                 | |
| Бахчисарайски                | 1589       | 90 029              | гр. Бахчисарай         | 27 188              | 35                              | Куйбишево, Научни, Почтовое |
| Белогорски                   | 1887       | 60 595              | гр. Белогорск          | 16 442              | 41                              | Зуя |
| Джанкойски                   | 2667       | 66 873              | гр. Джанкой            |                     | 125                             | Азовское, Волное |
| Кировски                     | 1208       | 51 084              | сгт Кировское          | 7064                | 121                             | гр. Стари Крим |
| Красногвардейски             | 1766       | 84 727              | сгт Красногвардейское  | 11 134              | 68                              | Октябърское |
| Красноперекопски             | 1231       | 24 369              | гр. Красноперекопск    |                     | 126                             | |
| Ленински                     | 2919       | 59 679              | сгт Ленино             | 7636                | 168                             | гр. Шчолкино, Багерово |
| Нижнегорски                  | 1212       | 44 901              | сгт Нижнегорски        | 8741                | 91                              | |
| Первомайски                  | 1474       | 32 262              | сгт Первомайское       | 8470                | 97                              | |
| Раздолненски                 | 1231       | 30 609              | сгт Раздолное          | 7326                | 135                             | Новоселовское |
| Сакски                       | 2258       | 76 075              | гр. Саки               |                     | 53                              | Новофьодоровка |
| Симферополски                | 1753       | 158 317             | гр. Симферопол         |                     |                                 | Гвардейское, Молодьожное, Николаевка |
| Советски                     | 1079       | 31 693              | сгт Советски           | 10 365              | 135                             | |
| Черноморски                  | 1509       | 30 302              | сгт Черноморское       | 11 039              | 130                             | |